# Social Distortion
Social Distortion (a menudo conocidos también como Social D.) es una banda de punk rock fundada en 1979, en Orange County, California. La banda está formada
actualmente por Mike Ness (cantante y guitarra solista), Jonny Wickersham (guitarra rítmica), 
Brent Harding (bajo) y David Hidalgo, Jr. (batería). 
La banda se separó brevemente en 1985, debido a problemas de su líder Ness con las drogas. Un año después volvieron a los escenarios hasta permanecer activos hasta el día de hoy, incluso tras la muerte del guitarrista Dennis Danell, que falleció en el año 2000 a causa de una aneurisma cerebral. Desde su formación, la banda ha sufrido constantes idas y venidas de músicos, aunque Ness ha sido el único miembro original que aún permanece en la banda. La formación clásica de Social Distortion es el propio Ness en la guitarra y en las voces, Danell como guitarrista, John Maurer como bajista y Chris Reece en la batería.
Entre sus éxitos más importantes a nivel de sencillos destacan "Prison Bound", "Ball and Chain", "Story of My Life", "I Was Wrong" y "Reach for the Sky" así como el cover de Johnny Cash "Ring of Fire".
Hasta la fecha, la banda californiana ha lanzado siete álbumes de estudio, dos recopilatorios, un disco en vivo y dos DVDs. Tras 29 años de carrera musical, la banda decidió lanzar un Greatest Hits, cuyo lanzamiento se produjo el 26 de junio de 2007. El último álbum de la banda fue Hard Times and Nursery Rhymes, el séptimo en su carrera y lanzado en 2011.

## Historia

### Orígenes y primera ruptura
Social Distortion fue formada a finales de 1978 por Mike Ness en Orange County, California. La formación original incluyó a Ness como guitarrista principal, Rikk y Frank Agnew como guitarristas secundarios y Casey Royer en la batería. Ness conoció a Dennis Danell en el instituto e insistió en que Danell ocupase el bajo, a pesar de que no había tocado nunca ese instrumento. Cuando Danell ingresó por fin en Social Distortion, Frank, Rikk y Casey abandonaron la banda para formar la suya propia. Ness y Danell permanecieron como los únicos miembros originales de la formación durante las próximas dos décadas, ya que el bajo y la batería sufrieron cambios prácticamente cada año.
La música estaba inspirada en un principio por bandas conocidas del punk rock de la época, como Sex Pistols y Ramones, y clásicos del rock como The Rolling Stones y Johnny Cash. Comenzaron tocando con algunas bandas locales de Orange County como The Adolescents, China White y Shattered Faith, quienes serían los líderes emergentes del nuevo movimiento hardcore punk californiano. Su música era rápida, agresiva y energética.
Su primer sencillo, Mainliner/Playpen, fue lanzado en 1981 mediante Posh Boy, el sello responsable del lanzamiento de los primeros trabajos de varias bandas locales de Orange County. Un disc jockey de KROQ-FM, Rodney Bingenheimer, fue responsable de que se pusiera mucho punk rock en la radio de Orange County a comienzos de los años 1980. Además, se aficionó a la banda incluyendo el sencillo "1945" en su disco recopilatorio de 1981, en el Rodney on the ROQ, Blood On The ROQ de 1983 y en The Best Of Rodney On The ROQ de 1989. Hacia 1982, la banda consistía en ese momento de Ness, Danell (tocando entonces la guitarra), Brent Liles en el bajo y Derek O'Brien en la batería. En ese año, Social Distortion se embarca en su primera gira nacional con Youth Brigade, viaje que quedó inmortalizado con el rockumental Another State of Mind.
Tras el retorno de la gira, Social Distortion (SD) graba su primer álbum de estudio, Mommy's Little Monster. Fue lanzado a comienzos de 1983 mediante su propia discográfica, 13th Floor Records. Mommy's Little Monster incluyó la canción que daba nombre al disco y la que nombró la anterior gira, "Another State of Mind". Este fue el álbum que "consiguió hacer un nombre a la banda en los círculos punk nacionales". Ness mencionó en el DVD que no tenían ningún sitio al que ir cuando la gira terminó, así que se hundiría en el sofá de quienquiera que lo tuviese. En 1983, Liles y O'Brien dejaron la banda en pleno concierto del Día de Año Nuevo y fueron sustituidos por John Maurer, que conoció a Ness en la escuela de Fullerton, California, y Christopher Reece en la batería. Los abusos de Ness con la droga continuaron durante 1984 y en 1985 la banda consiguió seguir amasando éxito con Another State of Mind, apareciendo en las rarezas punk de MTV y realizando giras por California y Arizona. Como resultado de que los hábitos de Ness con las drogas no hacían más que aumentar y al igual que sus problemas con la justicia, SD sufrió su primera ruptura en 1985. Durante ese tiempo, Ness salió y entró continuamente de los centros de rehabilitación y pasó algunas breves temporadas en la cárcel.

### Reaparición y éxito
La banda se reunió hacia 1986, una vez que Ness finalizó su programa de rehabilitación. Lanzaron su segundo álbum de estudio, Prison Bound, dos años después y en él ya participaron los últimos integrantes de SD, John Maurer en el bajo y Christopher Reece. Pese a que Prison Bound nunca entró en el Billboard, la canción homónima si fue pinchada en KROQ. El estilo musical del álbum tuvo ciertos cambios. Mientras Mommy's Little Monster fue un álbum de típico sonido punk o hardcore punk, Prison Bound fue influido por ritmos country y significó el comienzo de lo que se denominó más tarde como "cowpunk". La leyenda country Johnny Cash y The Rolling Stones se convirtieron en notables influencias de la música de Social Distortion en ese momento. Hay referencias a ellos en las canciones "Prison Bound" y "On My Nerves", así como una versión de un tema de los Stones, "Backstreet Girl". En 1990, por cierto, Social Distortion también versionaría a Cash con su mítico "Ring of Fire".

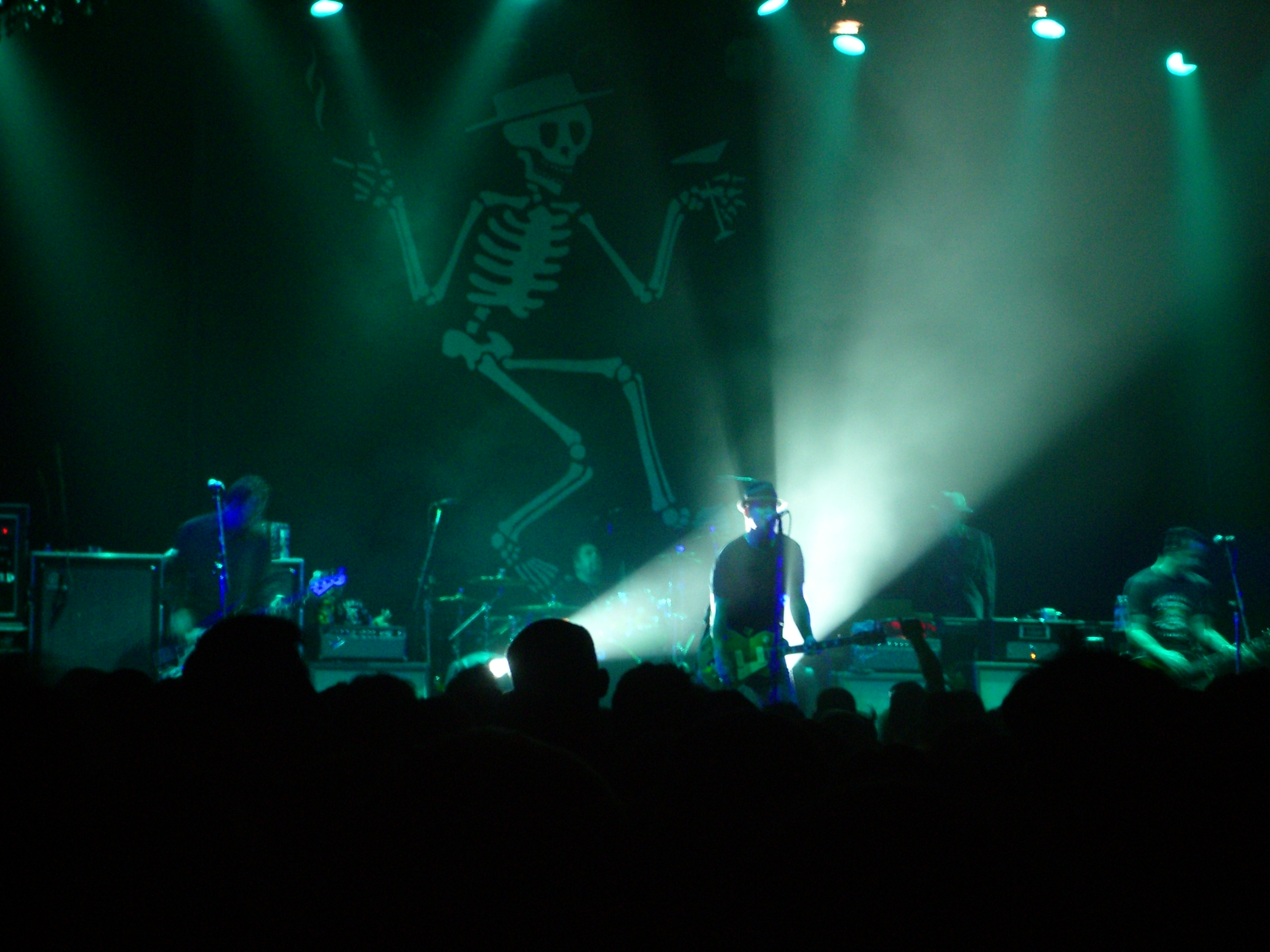
Social Distortion en un concierto.

Tras el lanzamiento de Prison Bound, Social Distortion deja Restless Records y firma por Epic. La banda vuelve a los estudios a finales del verano de 1989 con el productor Dave Jerden para grabar su tercer álbum, el homónimo Social Distortion. Lanzado en 1990, fue el primer disco que no fue autofinanciado por la banda, e incluyó sencillos como "Ball and Chain", "Story of My Life" y el anteriormente citado cover de Johnny Cash "Ring of Fire". Logró más éxito comercial que Mommy's Little Monster y Prison Bound juntos y ha sido calificado como uno de los mejores álbumes de rock de los años 1990, "rompiendo la diferencia entre el rockabilly y el punk de los Ramones".
Su cuarto álbum, Somewhere Between Heaven and Hell, fue lanzado en 1992 y en él aparecieron dos de los éxitos de la banda, "Bad Luck" y "When She Begins", con un sonido similar a los anteriores trabajos de la banda. Somewhere Between Heaven and Hell superó a los anteriores álbumes en cuanto a popularidad y recibió gran atención en la radio estadounidense gracias a su sencillo "Bad Luck". El álbum tenía un sonido similar a su anterior trabajo, autotitulado Social Distortion, que era una mezcla de "punk, blues, country y rockabilly". Después de ser lanzado al mercado, el batería Christopher Reece deja Social Distortion en 1994 y fue reemplazado por Randy Carr, quien fue de gira con SD hasta su marcha en 1995. La banda vuelve a sufrir un parón en su carrera y no volvió hasta ese mismo año. Durante el paréntesis del grupo fue lanzado un álbum recopilatorio, Mainliner: Wreckage From the Past. Sus únicas novedades fueron las versiones de "1945" y "Playpen", así como una versión de The Rolling Stones, "Under My Thumb". 
En junio de 1994, Social Distortion comenzó a trabajar en unas maquetas para su quinto álbum y en 1995 regresaron a los estudios para la grabación de White Light, White Heat, White Trash. Fue lanzado en 1996 y sus sencillos fueron "I Was Wrong", "When the Angels Sing" y "Don't Drag Me Down". En el disco también fue incluido una nueva versión de "Under My Thumb", cover de los Stones. El antiguo batería de Danzig Chuck Biscuits entra en Social Distortion entre la grabación y el lanzamiento del disco, apareciendo en los créditos del álbum pese a que en ese momento el batería de sesión era Deen Castronovo. Fue el último trabajo grabado junto a Dennis Danell antes de su muerte.

### Muerte de Danell
Social Distortion deja Epic en 1997 y regresa a Time Bomb Recordings tras ocho años y el sello fundado por el mánager de SD, Jim Guerinot, fue el encargado de lanzar el directo Live at the Roxy en 1998. La banda vuelve a desintegrarse y Ness comienza su aventura en solitario, lanzando dos álbumes: Cheating at Solitaire y Under the Influences. 
Dennis Danell murió el 29 de febrero de 2000 en su casa de Newport Beach tras sufrir, aparentemente, una aneurisma cerebral. Mike Ness, líder de la banda, quedaba así como el único integrante original de Social Distortion y los rumores sobre la despedida definitiva de la banda tras la trágica muerte de Danell no tardaron en aparecer. Sin embargo, encontraron como sustituto al exguitarrista de U.S. Bombs, Jonny Wickersham, que curiosamente fue técnico de guitarra de Danell. Biscuits también se sumó a la lista de bajas y fue reemplazado por Charlie Quintana. Pese a que la muerte de Danell estaba muy reciente, la banda comenzó una intensa gira por California durante tres años seguidos.
Social Distortion comenzó a trabajar en su nuevo álbum que iba a ser lanzado a finales de 2000, pero no fue completado. Desde 2001, debido al programa de giras, la fecha del lanzamiento final del disco fue pospuesto en numerosas ocasiones. A finales de 2003, después de completar algunas demos, Social Distortion entra en los estudios junto al productor Cameron Webb para culminar el álbum. Finalmente se lanzó Sex, Love and Rock 'n' Roll el 28 de septiembre de 2004 y fue el primer disco de la banda con Wickersham y Quintana. Un mes después del lanzamiento del disco, John Maurer deja la banda y fue sustituido por Matt Freeman,Rancid. Permaneció con SD hasta finales de 2004, cuando Brent Harding entró por él.

### Actividad reciente
La banda continuó de gira entre 2005 y 2007. Fueron cabezas de cartel para el Soundwave Festival de Australia en febrero-marzo de 2008 junto a Incubus y The Offspring, pero fue cancelado sólo porque ya habían tocado allí el año anterior. Tocaron con diversas bandas como Versus the World, Tsar, Shooter Jennings, I Hate Kate, Flogging Molly, Nine Black Alps, The Supersuckers, Blackpool Lights, The Lost City Angels, The Street Dogs, The Backyard Babies, The Hangmen, The Eyeliners, Cooper, Mest, Bullets and Octane y The Dead 60's.

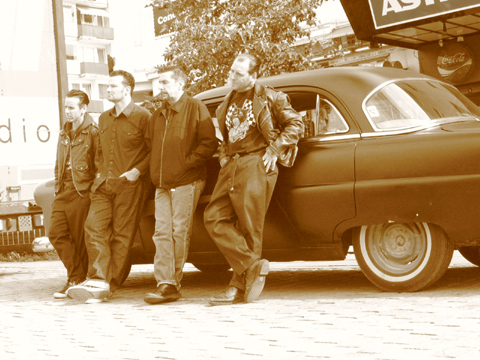
La banda en un acto promocional en Hamburgo, 2005.

En febrero de 2006, Ness se lesionó la muñeca mientras hacía skateboard y reclutó a su amigo y guitarrista de TSOL Ron Emory para cubrirle con la guitarra mientras él se encargaba de cantar las canciones en los conciertos. Otra fatídica noticia tuvo lugar el 18 de enero de 2007 cuando Brent Liles, bajista en Mommy's Little Monster, murió a causa de ser arrollado por un camión cuando iba con su moto de cross en Placentia, California.
Social Distortion lanzó su primer grandes éxitos el 26 de junio de 2007, donde aparecen sus sencillos más importantes de su carrera, desde el primer Mommy's Little Monster hasta el último trabajo Sex, Love and Rock 'n' Roll. Además incluyeron un tema inédito, "Far Behind" y regrabaron 6 de sus clásicas canciones.
En diciembre de 2006 se anunció que la banda volvía a los estudios para trabajar en su séptimo álbum de estudio. De acuerdo con una entrevista que concedió Ness en julio de 2008, el álbum se espera que vea la luz en 2009. Algunas nuevas canciones que aparecerán en el álbum fueron tocadas en diversos directos. Entre ellas están "I Won't Run No More", "A Diamond in the Rough", "Road Zombie", "Private Hell", "Bakersfield" y "Can't Take it With You". El nuevo trabajo será el primero sin el bajista John Maurer desde que entrase en 1983 tras la grabación del Mommy's Little Monster.
A su vez, Ness aseguró que la banda está planeando realizar un álbum acústico que sería lanzado en 2010. También tiene en mente lanzar un nuevo álbum dentro de su carrera en solitario, pero la única duda que tiene es si hacerlo antes o después del séptimo disco de Social Distortion o del disco acústico.
El 23 de abril de 2009 la banda anunció la despedida del baterista Charlie Quintana, quien fue reemplazado por Atom Willard, exbaterista de The Offspring.
En un show en Poughkeepsie, Nueva York el 27 de julio de 2010, Mike Ness cantante reveló que el álbum Social Distortion nuevo se llamará Hard Times and Nursery Rhymes y también prometió una fecha de lanzamiento de noviembre. Sin embargo el álbum fue lanzado finalmente el 18 de enero de 2011 a través de Epitaph. El primer sencillo del álbum, "Machine Gun Blues", fue lanzado el 16 de noviembre de 2010.

## Discografía

### Álbumes
- Mommy's Little Monster (1983)
- Prison Bound (1988)
- Social Distortion (1990)
- Somewhere Between Heaven and Hell (1992)
- White Light, White Heat, White Trash (1996)
- Sex, Love and Rock 'n' Roll (2004)
- Greatest Hits (2007)
- Hard Times and Nursery Rhymes (2011)

### Recopilaciones y grabaciones en vivo
- Mainliner: Wreckage From the Past (1995)
- Live at the Roxy (1998)